# Okenia zoobotryon
Okenia zoobotryon (Smallwood, 1910) è un mollusco nudibranchio della famiglia Goniodorididae.

## Biologia
Si nutre di briozoi delle specie Amathia convoluta, Zoobotryon pellucidum, Zoobotryon verticillatum.

## Distribuzione e habitat
La specie è rinvenuta nell'Oceano Atlantico occidentale, al largo delle coste del Brasile e della Florida.